# Csehország hívójelkörzetei
Csehország hívójelkörzetei területileg 2 részre osztják az országot.
Az ITU Csehország részére az OK-OL prefixet osztotta ki.

## Csehország hívójelkörzetei[1][2][3]
| OK0 | Átjátszóállomások, automata állomások, egyéb speciális állomások, MGM      |
| OK1 | Bohemia                                                                    |
| OK2 | Moravia, Cseh-Szilézia, Moravia-Szilézia régió                             |
| OK3 | Nincs körzetesítve (Csehszlovákia felbomlása előtt Szlovákia prefixe volt) |
| OK4 | Hajók, parti állomások, egyéb vízfelszíni távközlés                        |
| OK8 | Ideiglenes prefix külföldi látogatók számára                               |
| OL  | Nincs körzetesítve                                                         |

## Lajstromjel
Vízi és légi járművek lajstromjelezéséhez az OK prefixet használják.